# Мишкин
Мишкин (рус. Мы́шкин) град је у Русији у Јарославској области. Према попису становништва из 2010. у граду је живело 5932 становника.

## Становништво
| 1939. | 1959. | 1970. | 1979. | 1989. | 2002. | 2010. |
| ----- | ----- | ----- | ----- | ----- | ----- | ----- |
| 4.100 | 3.878 | 4.103 | 4.824 | 6.340 | 6.076 | 5.932 |